# Le Christ et la Femme adultère (Rembrandt)
Pour les articles homonymes, voir Le Christ et la Femme adultère.
Le Christ et la femme adultère est une huile sur bois réalisée en 1644 par Rembrandt et conservée à la National Gallery à Londres.

## Description et iconographie
Rembrandt représente dans cette peinture l'épisode « Jésus et la femme adultère » de l'Évangile selon Jean (7,53 à 8,11). Ce passage décrit une confrontation entre Jésus, les scribes et les Pharisiens au sujet de la sentence à appliquer à une femme coupable d'adultère.
Le Christ apparaît plus grand et plus clair que les autres Juifs, soumis dans l'obscurité : il est ainsi représenté comme moralement supérieur aux autres par le peintre.

## Analyse technique
Bien que datée de 1644, l'œuvre est plus caractéristique de ses productions des années 1630, de par ses détails, sa coloration, la qualité de la lumière ainsi que la petitesse des figures par rapport à la taille de l'œuvre.
Cette peinture est un bon exemple de la maîtrise de la couleur par Rembrandt en opposant des couleurs feutrées aux touches de clarté ; on note par exemple les couleurs ternes du trône en or et de l'autel en comparaison avec la clarté des personnages centraux : le Christ et la pécheresse.